# Gennaro Nigro
Gennaro Michael Nigro (29 mei 2000) is een Amerikaanse voetballer die als middenvelder speelt voor de Nederlandse Eerste Divisie club ADO Den Haag. Hij is voor een seizoen gehuurd van Real Salt Lake.

## Biografie
Nigro groeide op in Clark, New Jersey, en speelde voor Arthur L. Johnson High School. Hij studeerde aan de Players Development Academy en speelde op collegeniveau voor Cornell University. 
In 2018 tekende hij bij de Italiaanse Serie A-club AS Roma. In 2020 verhuisde hij naar de Italiaanse derdeklasser Potenza.
Op 1 september 2023 werd Nigro verhuurd aan ADO Den Haag in Nederland.